# Мася, Бенсон
Бенсон Мася — кенийский легкоатлет, бегун на длинные дистанции. Чемпион мира по полумарафону 1992 года. Двукратный победитель полумарафона CPC Loop Den Haag. Трёхкратный победитель Гонолулского марафона в 1991, 1992 и 1994 годах. Победитель Стокгольмского марафона 1997 года с результатом 2:17.22. Занял 17-е место на Бостонском марафоне в 1994 году. В 1996 году занял 8-е место на Лондонском марафоне, показав время 2:12.43.
По этнической принадлежности относился к народу Камба.